# Concilio de Jerusalén (1672)
El Concilio  de Jerusalén es un concilio de la Iglesia ortodoxa celebrado en 1672. También se le llama Sínodo de Belén o Concilio  de Belén. Fue convocado y presidido por Patriarca Dositeo de Jerusalén. El Concilio  produjo una confesión referida como la Confesión de Dositeo.

## Antecedentes: Cirilo Lukaris
En 1629, un pequeño libro en latín, atribuido a Cirilo Lukaris, el Patriarca de Constantinopla, y comúnmente conocido como la Confesión de Cirilo Lukaris, fue publicado en latín en Ginebra. Contenía un resumen de dieciocho puntos de creencias que se ajustaban a la enseñanza calvinista. Ese mismo año aparecieron traducciones al francés, inglés y alemán. Una versión en griega llamada Confesión oriental de la fe cristiana apareció en Constantinopla en 1631 o 1633. Lucaris fue acusado de adoptar en este libro Vistas calvinistas y de afirmar que el calvinismo era de hecho la fe de la Iglesia oriental. Sus defensores ortodoxos de E. afirman que el libro era una falsificación. El propio Cirilo negó verbalmente la autoría, pero no la desmintió por escrito.
Cirilo Lucaris murió en 1638.
La Confesión de Lukaris fue condenada por el sínodo de Constantinopla de 1638 y el sínodo de Jassy de 1642.

## Nombre, fecha y lugar
El Sínodo de Jerusalén también se llama Sínodo de Belén, porque el sínodo tuvo lugar en la Basílica de la Natividad en Belén. También es posible que el sínodo se denomine Sínodo de Belén porque Patriarca Dositeo de Jerusalén lo convocó con motivo de la consagración de dicha Iglesia de la Natividad en 1672.
El sínodo fue convocado en marzo de 1672 y se celebró ese mismo año.

## Sínodo y decisiones
El sínodo rechazó la doctrina de los reformadores protestantes, y también intentó "articular la herencia dogmática de la ortodoxia frente a la disputa entre católicos y protestantes". El sínodo "definió el dogma ortodoxo en áreas en disputa en la Reforma occidental".
El Sínodo refutó la Confesión de Lucakis artículo por artículo.
El sínodo afirmó "el papel docente de la Iglesia y, por tanto, de la tradición frente a la sola scriptura protestante". El sínodo también afirmó "el papel del amor y de la gracia, y por tanto de las buenas obras, en la justificación". El sínodo afirmó los siete misterios (sacramentos) y que aquellos no son "meramente simbólicos o expresivos"; además, el sínodo afirmó que la Cristo estaba realmente presente en la eucaristía y lo enseñó utilizando el griego equivalente al latín transubstantiatio, metousiosis (μετουσίωσις). El sínodo también "confirmó la canonicidad de los libros deuterocanónicos del Antiguo Testamento, rechazando el protestante más corto, el canon de la hebrea. El sínodo también rechazó las tesis de la Predestinación incondicional y de la Justicia por la sola fe.
El Sínodo afirmó que el Espíritu Santo procede sólo de Dios Padre y no del de ambos, Padre e Hijo.

## Firma
El acta del sínodo está firmada por Dosite, su predecesor el ex-patriarca Nectario, seis metropolitanos y obispos, el Archimandrita del Santo Sepulcro, Josaphat, y un gran número de otros archimandritas, sacerdotes, monjes y teólogos. Hay sesenta y ocho firmas en total. La Iglesia de Rusia estaba representada por un monje, Timoteo.

## Actas del sínodo
Las actas del sínodo están fechadas el 20 de marzo de 1672; llevan el título: Cristo guía. Un escudo de la fe ortodoxa, o la Apología compuesta por el Sínodo de Jerusalén bajo el Patriarca de Jerusalén Dositeo contra los herejes calvinistas, que dicen falsamente que la Iglesia oriental piensa heréticamente sobre Dios y las cosas divinas como ellos.
La primera parte comienza citando el texto: "Hay un tiempo para hablar y un tiempo para callar", texto que se explica y amplía ampliamente. Se narra la historia de la convocatoria del sínodo y se niega con vehemencia que la Iglesia ortodoxa haya mantenido nunca las opiniones atribuidas a Lucaris. Para demostrarlo se citan las relaciones entre los luteranos y Jeremías II de Constantinopla, así como las actas de sínodos anteriores ( Constantinopla y  Iași). A continuación, se intenta demostrar que Lucaris no escribió realmente la famosa Confesión. Para ello se compara la Confesión cláusula por cláusula con otras declaraciones hechas por él en sermones y en otras obras.
En el capítulo ii, el sínodo declara que en cualquier caso Lucaris no mostró la Confesión a nadie, y trata de encontrar más razones para dudar de su autoría.
El capítulo iii sostiene que, incluso si Lucaris hubiera escrito la confesión que se le atribuye, no se convertiría así en una confesión de la Fe de la Iglesia ortodoxa, sino que seguiría siendo simplemente la opinión privada de un hereje.
El capítulo iv defiende a la Iglesia ortodoxa citando sus formularios, y contiene una lista de anatemas contra las herejías percibidas de las "Confesiones" de Lucaris.
El capítulo v vuelve a intentar defender a Lucaris citando varios hechos y dichos suyos y transcribe todo el decreto del sínodo de Constantinopla de 1639, y luego el de Yassy (Giasion) de 1641.
El capítulo vi da los decretos de este sínodo en forma de "Confesión de Dosite". Tiene dieciocho decretos (horoi), seguidos de cuatro "preguntas" (eroteseis) con largas respuestas. ¡En ellas, todos los puntos negados por la Confesión de Lucaris (relación entre la Iglesia y la Biblia, comprensión ortodoxa de la predestinación, culto a los santos, sacramentos, la Presencia Real, la liturgia<! Se hace a propósito, ver la fuente. -->, es un verdadero sacrificio, etc.) se mantienen en gran medida y de la manera más intransigente. Un breve epílogo cierra los actos. Luego siguen la fecha, las firmas y los sellos.

## Consecuencias
Los escritores protestantes dicen que la fuerte hostilidad hacia el protestantismo del sínodo fue producto de los jesuitas, del embajador de Francia en ese momento, Olivier de Nointel, y de otros católicos que estaban socavando la Iglesia ortodoxa.
En su correspondencia con los obispos anglicanos del siglo XVIII, Cisma sin juramento, los patriarcas orientales insistieron en la aceptación de la enseñanza del Sínodo sobre la transubstanciación.

## Importancia
La Enciclopedia Británica de 1911 llamó a la confesión del Sínodo de Jerusalén la declaración de fe más vital hecha en la Iglesia griega durante los últimos mil años.
La Enciclopedia Católica afirma que los decretos del sínodo "han sido aceptados sin reservas por toda la Iglesia ortodoxa. Fueron aprobados de inmediato por los demás patriarcas, la Iglesia de Rusia, etc.; siempre se imprimen íntegramente entre los libros del simbólico de la Iglesia ortodoxa, y forman un credo o declaración oficial en el sentido más estricto, que todo cristiano ortodoxo está obligado a aceptar."
El erudito protestante Philip Schaff escribió: "Este Sínodo es el más importante en la historia moderna de la Iglesia oriental, y puede ser comparado con el Concilio de Trento. Ambos fijaron el estatus doctrinal de las Iglesias que representan, y ambos condenaron las doctrinas evangélicas del protestantismo. Ambos fueron igualmente jerárquicos e intolerante, y presentan un extraño contraste con el primer Sínodo celebrado en Jerusalén, cuando los apóstoles y ancianos, en presencia de los hermanos, discutieron y ajustaron libremente, en un espíritu de amor, sin anatemas, la gran controversia entre los gentiles y los judíos."